# Vase de Warwick
Le vase de Warwick est un énorme vase romain en marbre orné de motifs bachiques découvert dans les ruines de la villa de l'empereur Hadrien vers 1771 par Gavin Hamilton, peintre écossais et antiquaire à Rome.

## Restauration et vente
L'objet fut ensuite restauré sous la surveillance de l'antiquaire James Byres et des conseils de Piranèse.
Après un refus d'achat par le British Museum, l'objet fut vendu en 1878 à George Greville, second comte de Warwick qui le plaça sur une pelouse de son château, avant de l'abriter dans une serre construite spécialement à cet effet.
En 1977, il est acheté par la Collection Burrell qui l'expose à Glasgow depuis 1978.

## Postérité
L'objet fut maintes fois copié et réinterprété tout au long du XIXe siècle dans différents matériaux plus ou moins précieux. Il fait désormais partie du répertoire classique des formes de vase, souvent utilisé comme ornement de jardin.

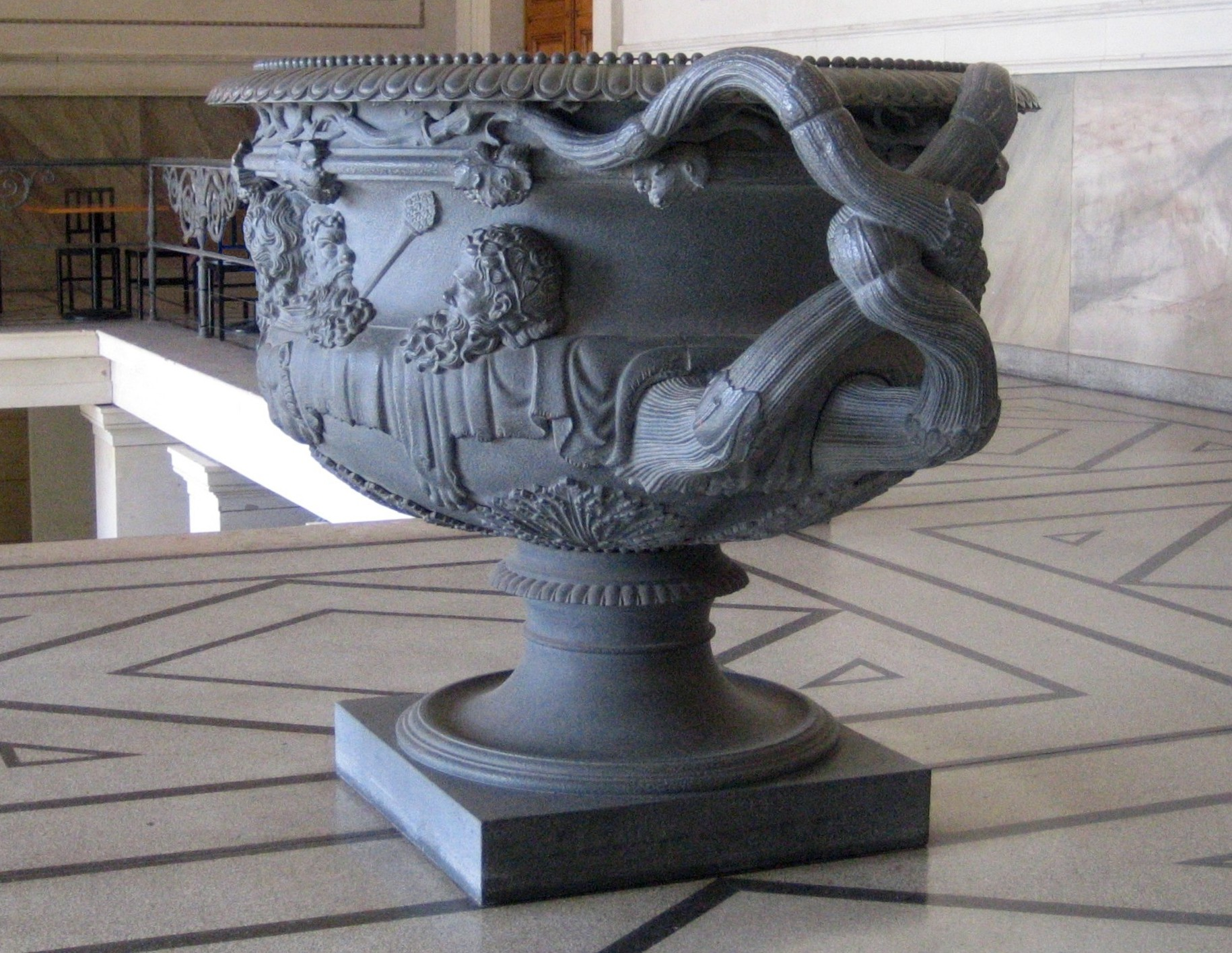
Copie XIXe siècle du Vase de Warwick conservé à Berlin (Altes Museum).
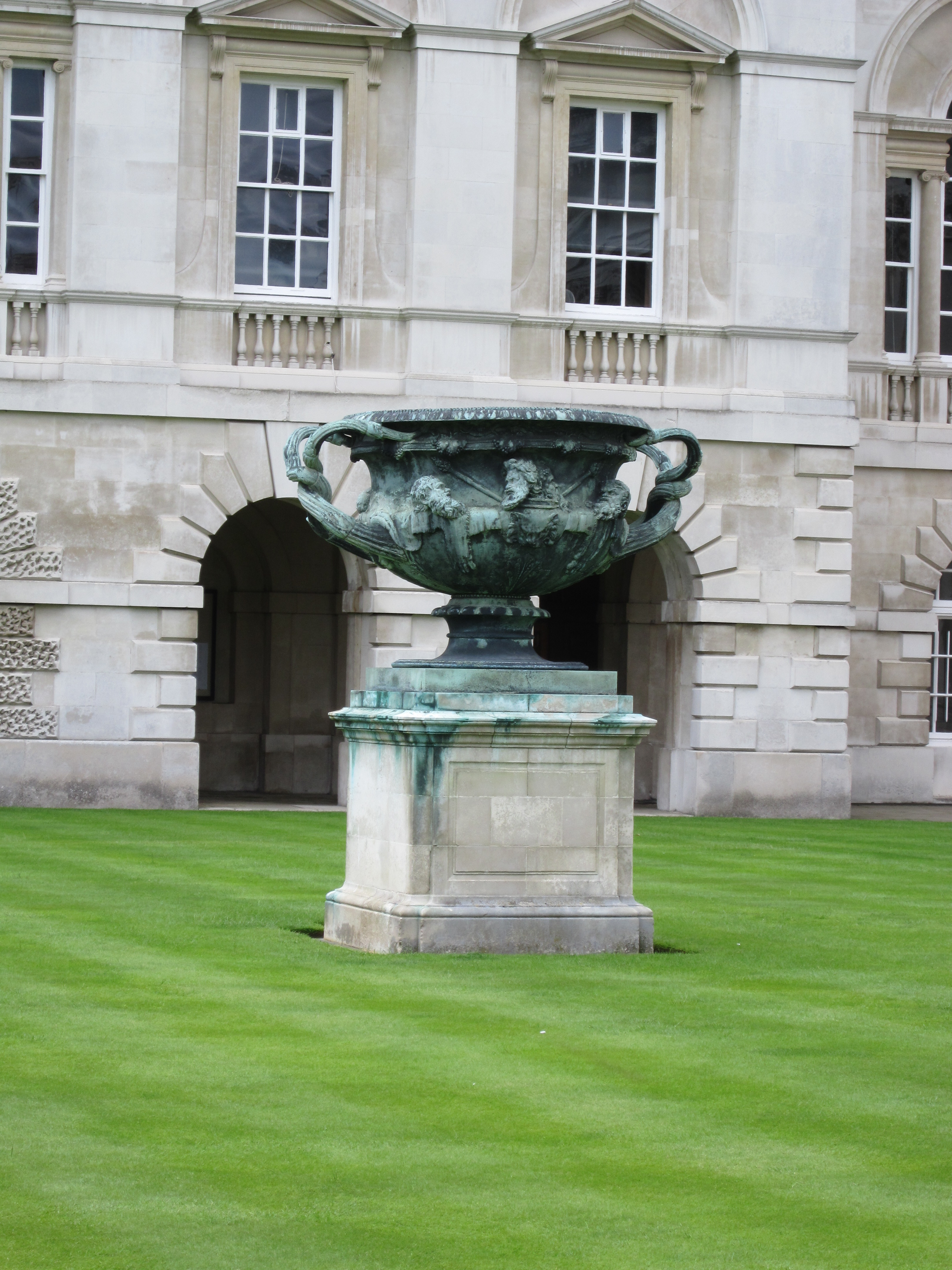
Copie située dans le jardin de la Senate House Lawn à Cambridge.